# Ole Henrik Magga
Ole Henrik Magga (Kautokeino, 1947. augusztus 12. –) norvégiai számi nyelvész és politikus.

## Nyelvész
Nyelvészként a szintaxis kutatásában folytatott tevékenységéről ismert. Szakdolgozatát az Oslói Egyetemen írta az exisztenciális és habituális mondatok szerkezetéről. 1986-ban írta doktori disszertációját a számi verbális frázisokról.
Magga az Oslói Egyetem finnugor tanszékének professzora lett 1997-ben, de feladta ezt az állását, hogy a kautokeinói Számi Főiskola számi nyelvi professzora lehessen. 1993 óta a Norvég Tudományos Akadémia tagja.
2006-ban megkapta a Szent Olaf-rendet.

## Politikus
Magga A Világ Őslakosainak Tanácsának küldötte volt, amikor ez a szervezet megalakult 1975-ben. 1980 és 1985 között a Norvégiai Számi Szövetség elnöke volt, 1989 és 1997 között pedig a Norvégiai Számi Parlament első elnöke. 1992 és 1995 között a Kulturális és Környezeti Világtanács tagja volt. 2002-ben az ENSZ Őslakos kérdéseket megvitató állandó fórumának vezetője lett.